# Recorded Fall 1961
Recorded Fall 1961 è un album di Bob Brookmeyer e di Stan Getz pubblicato nel 1961 dalla Verve Records.
Il disco fu registrato il 12 ed il 13 settembre del 1961 a New York.

## Tracce
Lato A
1. Minuet Circa '61 – 10:35 (Bob Brookmeyer)
2. Who Could Care – 4:41 (Bob Brookmeyer)
3. Nice Work If you Can Get It – 5:50 (George Gershwin, Ira Gershwin)

Lato B
1. Thump, Thump, Thump – 6:47 (Bob Brookmeyer)
2. A Nightingale Sang in Berkeley Square – 6:12 (Eric Maschwitz, Manning Sherwin)
3. Love Jumped Out – 7:43 (Buck Clayton)

## Musicisti
- Bob Brookmeyer - trombone a pistoni
- Stan Getz - sassofono tenore
- Steve Kuhn - pianoforte
- John Neves - contrabbasso
- Roy Haynes - batteria